# Pseudohalonectria fuxianii
Pseudohalonectria fuxianii är en svampart som beskrevs av L. Cai, K.M. Tsui, K.Q. Zhang & K.D. Hyde 2002. Pseudohalonectria fuxianii ingår i släktet Pseudohalonectria och familjen Magnaporthaceae.   Inga underarter finns listade i Catalogue of Life.